# Werner Bruß
Werner Bruß (* 7. April 1920 in St. Barbara; † 7. Dezember 2011 in Reinbek), verschiedentlich auch Bruss geschrieben, war ein SS-Unterscharführer der Waffen-SS und ein in Italien verurteilter Kriegsverbrecher. Er war an dem Massaker von Sant’Anna di Stazzema im April 1944 beteiligt, in dem etwa 560 Menschen ermordet wurden.

## Leben

### Militärische Laufbahn
Werner Bruß trat zum 15. Juni 1940 der Waffen-SS bei, zu 20. April 1944 erreichte er als höchsten Rang den eines Unterscharführers. Im Jahr 1942 war er zum motorisierten SS-Infanterie-Regiment 8 der 1. SS-Infanterie-Brigade abkommandiert. Anschließend diente er in der Ersatzstellung der 1. SS-Infanterie-Brigade im Breslauer SS-Ersatz-Bataillon „Ost“. Bruß wurde verwundet und kam danach zum Begleit-Bataillon Reichsführer SS abkommandiert. Anschließend wurde er zur 16. SS-Panzergrenadier-Division „Reichsführer SS“ in das SS-Panzergrenadier-Regiment 35 in die 5. Kompanie versetzt.  Das Regiment 35 wurde von Anton Galler geführt, welcher später ebenfalls für die durch das Regiment verübten Kriegsverbrechen in Italien verurteilt wurde.

### Gerichtsverfahren in Italien
2004 eröffnete die Militärstaatsanwaltschaft in La Spezia ein Verfahren gegen mutmaßliche Täter des Massakers von Sant’Anna di Stazzema. Bruß wurde mit weiteren Angeklagten in Abwesenheit zu einer lebenslangen Freiheitsstrafe verurteilt. Diese Urteile wurden im Jahr 2006 vom Appellationsmilitärgerichtshof in Rom in zweiter Instanz und 2007 vom Obersten Kassationsgerichtshof in dritter und letzter Instanz bestätigt.
Werner Bruß war der einzige, der sich der Verantwortung für seine Taten im Verlauf des Massakers von Sant’Anna di Stazzema stellte und sich in Schriftform zum Verfahren in Italien äußerte. Sein letzter bekannter Wohnort war Reinbek.

### Ermittlungen in Deutschland
Seit 2002 ermittelte die Staatsanwaltschaft in Stuttgart gegen neun der in Italien verurteilten Personen, zu denen noch weitere fünf hinzukamen, die nicht in La Spezia angeklagt waren. Das Verfahren wurde 2012 eingestellt. Eine Wiederaufnahme der Ermittlungen wurde von der Staatsanwaltschaft Stuttgart abgelehnt.